# Мончинський Василь Кирилович
Мончинський Василь Кирилович (? — ?) — командир полку Дієвої Армії УНР.

## Біографія
Станом на 1 січня 1910 року — штабс-капітан 53-го піхотного Волинського полку (місто Кишинів). Останнє звання у російській армії — полковник.
У 1918 році служив в Армії Української Держави — помічник командира 34-го пішого Лубенського полку, з грудня 1918 року — командир цього полку. З лютого 1919 року — командир кадрів 28-го пішого Стародубського полку у складі Запорізького корпусу Дієвої Армії УНР. 
У червні 1919 року на чолі 28-го Стародубського полку ввійшов до складу Корпусу Січових стрільців Дієвої Армії УНР. З кінця травня до початку липня 1919 року командував 5-м пішим полком Січових стрільців, що був створений з 28-го Стародубського та колишнього 5-го радянського стрілецького полку, який перейшов на бік Дієвої Армії УНР. 
На початку липня 5-й Січовий полк Дієвої Армії УНР було розділено на два: 5-й (з колишніх радянців) та 28-й Стародубський. Залишався командиром стародубців аж до саморозпуску Корпусу Січових стрільців 6 грудня 1919 року. 
Подальша доля невідома.